# 藤桥河 (海南)
藤桥河，也作藤桥东河，位于中国海南岛南部，发源于保亭黎族苗族自治县西南部昂日岭，东南流经新政镇、加茂镇和三亚市海棠湾镇，于海棠湾镇东南入海棠湾。全长56.1公里，流域面积709.45平方公里。途纳响水河、藤桥西河等支流。